# Donum vitae
Donum vitae é uma Instrução sobre o respeito à vida humana nascente e a dignidade da procriação. Foi publicada pela Congregação para a Doutrina da Fé. O Papa João Paulo II, após a  reunião plenária desta Congregação, aprovou e ordenou a sua publicação em 22 de fevereiro de 1987, Festa da Cátedra do Apóstolo São Pedro. O documento é assinado pelo Prefeito da Congregação, na época o Cardeal Ratzinger e por Alberto Bovone, Arcebispo titular de Cesareia de Numídia.
Atendendo à interpelação de vários órgãos, autoridades, bispos, teólogos, médicos e cientistas, sobre a correta adequação das técnicas biomédicas que permitem a intervenção no processo de procriação e as normas morais, a Congregação publicou a Instrução com o propósito de dar respostas específicas às principais questões levantadas sobre a matéria.
No ano de 2008, passados mais de vinte anos da publicação desta instrução, a Congregação para a Doutrina da Fé editou a instrução Dignitas personae com o intuito de atualizar as orientações desta instrução em razão de novos conhecimentos científicos e práticas tecnológicas e estabelecer critérios éticos e morais para a sua utilização.

## A vida humana tem valor absoluto
O documento aborda o tema do respeito pelo ser humano a partir do primeiro momento da sua existência; as questões morais suscitadas pelas intervenções da técnica na procriação humana e dá orientações quanto às relações que sobrevêm entre lei moral e lei civil, a propósito do respeito devido aos embriões e fetos.
Afirma que do ponto de vista antropológico há que se respeitar a dignidade da pessoa humana que é mais que um apanhado de tecidos. Formado à imagem e semelhança de Deus, o homem é formado de corpo e alma, portanto uma intervenção no corpo humano não atinge apenas tecidos mas a própria pessoa. A vida de todo ser humano deve ser respeitada de modo absoluto porque o homem é a única criatura sobre a Terra que Deus quis por si mesma.

## O Dom da vida deve realizar-se nomatrimônio
Os valores fundamentais conexos com as técnicas de procriação artificial humana são dois: a vida do ser humano chamado à existência e a originalidade da sua transmissão no matrimônio. O juízo moral acerca de tais métodos de procriação artificial, portanto, deverá ser formulado em referência a estes valores (Instrução, 4).
A procriação humana exige uma colaboração responsável dos esposos com o amor fecundo de Deus; o dom da vida humana deve realizar-se no matrimônio, através dos atos específicos e exclusivos dos esposos, segundo as leis inscritas nas suas pessoas e na sua união. (Instrução, 5).

## Respeito ao embrião humano
O documento defende o respeito ao embrião desde o primeiro instante da sua existência por se tratar de uma pessoa humana. O embrião nunca se tornará humano se já não o é desde então. Como o indivíduo humano não seria pessoa humana?, pergunta.
O diagnóstico pré-natal é lícito se respeitar a vida e a integridade do embrião e do feto humano e se orientar para a sua salvaguarda ou para a sua cura individual. Sem fazê-lo correr riscos desproporcionados.
A obrigação de evitar riscos desproporcionados comporta um autêntico respeito pelos seres humanos e a retidão das intenções terapêuticas. Ela implica que o médico "deverá avaliar atentamente, antes de tudo, as eventuais consequências negativas que o uso necessário de uma determinada técnica de pesquisa pode ter para o concebido e evitar o recurso a procedimentos diagnósticos acerca de cuja finalidade e substancial inocuidade não se tenham suficientes garantias. E se, como frequentemente acontece nas opções humanas, um coeficiente de risco tiver de ser enfrentado, o médico deverá ter a preocupação de verificar que ele seja compensado por uma verdadeira urgência do diagnóstico e pela importância dos resultados a serem obtidos em favor do próprio concebido" (João Paulo II, Discurso aos participantes do Congresso do "Movimento pela Vida", 3 de dezembro de 1982).
Os embriões obtidos in vitro são seres humanos sujeitos de direito, afirma o documento, e diz ser imoral produzir embriões humanos destinados a serem "material biológico" disponível.
"Condeno do modo mais explícito e formal as manipulações experimentais feitas no embrião humano, porque o ser humano, desde o momento de sua concepção até à morte, não pode ser explorado por nenhuma razão." (João Paulo II, Discurso aos participantes de um Congresso da Pontifícia Academia das Ciências, 23 de outubro de 1982).
A manipulação genética de embriões humanos visando fecundação com animais ou gestação de humanos em animais ou construção de úteros artificiais são contrários à dignidade da pessoa humana, bem como a obtenção de ser humano sem conexão alguma coma sexualidade mediante fissão gemelar, clonagem ou partogênese. Também a crioconservação e as tentativas de seleção de sexo ou de outras qualidades preestabelecidas são tidas por imorais e contrárias à ética, por violarem o direito que a pessoa tem de ser concebida de maneira digna tanto do ponto de vista de quem recebe a vida como dos que a transmitem.

## Intervenções na procriação humana
O documento critica como contrárias à ética tanto as técnicas de:
I) Fecundação ou procriação artificial heteróloga, a saber aquelas técnicas destinadas a obter artificialmente uma concepção humana, a partir de gametas advindos de doador diverso dos esposos que são unidos em matrimônio. Podem ser de dois tipos:
a) FIVET heteróloga — a concepção obtida através do encontro in vitro de gametas retirados de doador diversos dos esposos.
b) Inseminação artificial heteróloga — concepção humana obtida através da transferência para as vias genitais da mulher de sémen previamente recolhido de um doador diverso do marido.
II) Fecundação ou procriação artificial homóloga, a saber a concepção a partir de gametas dos esposos unidos em matrimônio:
a) FIVET homóloga —  concepção in vitro mediante encontro dos gâmetas dos esposos unidos em matrimônio.
b) Inseminação artificial homóloga — obtenção de concepção mediante a transferência para as vias genitais da mulher casada do sêmen recolhido previamente de seu marido.
A razão da condenação e do juízo moral negativo expresso sobre essas práticas está em que a Igreja, com base na tradição e na reflexão antropológica, reconhece apenas como sendo no matrimônio e na sua unidade indissolúvel o único lugar digno de uma procriação verdadeiramente responsável.
As práticas heterólogas violam a unidade e a fidelidade que são intrínsecas ao matrimônio e desrespeitam o direito do filho de manter uma relação com as suas origens parentais. Também a "maternidade substitutiva" é ilícita, segundo da Instrução, porque instaura uma divisão entre os elementos físicos, psíquicos e morais que constituem a família.
As práticas homólogas, isto é, fecundação artificial entre casados, também são recusadas pelo documento. O fundamento está na Encíclica Humanae vitae do Papa Paulo VI: " a conexão indivisível, que Deus quis e o homem não pode romper, entre os dois significados do ato conjugal: o significado unitivo e o procriador. Com efeito, o ato conjugal, por sua estrutura íntima, enquanto une os esposos com um vínculo profundíssimo, torna-os aptos para o geração de novas vidas, segundo leis inscritas no ser mesmo do homem e da mulher." (Humanae vitae, 12).
De acordo com o Código de Direito Canônico, art. 1061, o ato conjugal é aquele pelo qual o matrimônio é consumado se os dois esposos "entre si o realizam de modo humano." É em seu corpo e por meio dele que os esposos expressam o seu amor e consumam o matrimônio e podem tornar-se pai e mãe, diz a Instrução. Dessa forma o ser humano surge como resultado de uma união não só biológica mas também espiritual dos pais ligados pelo vínculo do matrimônio. Só assim a pessoa humana é gerada e acolhida no gesto de união e de amor de seus pais, fruto da doação recíproca que se realiza no ato conjugal, como servidores e cooperadores do Criador.
Segundo o documento, de qualquer forma, independente da forma em que é obtida a concepção humana, por contrária à moral que seja considerada, toda criança que vem ao mundo deverá ser acolhida como um dom vivo da bondade de Deus e deverá ser educada com amor.
Entretanto é lícita a intervenção para o uso de meios artificiais destinados unicamente ou a facilitar o ato conjugal natural ou a fazer com que o ato natural, normalmente realizado, atinja o seu fim próprio.

## O sofrimento da esterilidade conjugal
A Instrução reconhece que a esterilidade, independente da causa, pode chegar a ser uma dura provação, esses esposos são convidados a descobrir uma particular participação na cruz de Jesus Cristo, fonte de fecundidade espiritual. Mesmo quando a procriação não é possível a vida conjugal não perde o seu sentido, e afirma que a situação pode ser ocasião de prestar outros importantes serviços como a adoção, a participação em obras educativas, auxílio a outras famílias, às crianças pobres e excepcionais.
O documento incentiva e estimula os cientistas e pesquisadores com o objetivo de prevenir e remediar a esterilidade de modo que os casais possam procriar, no respeito da sua dignidade pessoal e na do nascituro.

## Lei Moral e Lei Civil
A Instrução insiste em que não pode haver divórcio entre a moral e lei civil. O direito à vida é inviolável desde a concepção até a morte, os direitos da família e da instituição matrimonial devem ser protegidos porque é do interesse e da sobrevivência da própria sociedade e do Estado. 
A lei civil deve coibir as práticas contrárias à ética e deve ainda proibir por igualdade de razões a inseminação post mortem. As pessoas de boa vontade são exortadas a manifestarem, no exercício dos seus direitos civis, a sua oposição aos atos condenados pela Instrução e é incentivada a objeção de consciência e a resistência passiva à legitimação de práticas contrárias à vida e à dignidade do homem.
Conclui o documento com as palavras de Cristo no Evangelho: Tudo o que fizerdes a um dos meus irmãos mais pequeninos, a mim o fizestes (Mt 25, 40).

## Ligação externa
- «Instrução Donum vitae»
- «Instrução Dignitas personae»